# Ernst Streng
Ernst Streng (Colonia, 24 gennaio 1942 – Colonia, 27 marzo 1993) è stato un pistard tedesco.

## Palmarès

### Olimpiadi
- 1 medaglia:
  - 1 oro (Tokyo 1964 nell'inseguimento a squadre[1])